# Рада десяти (Венеція)

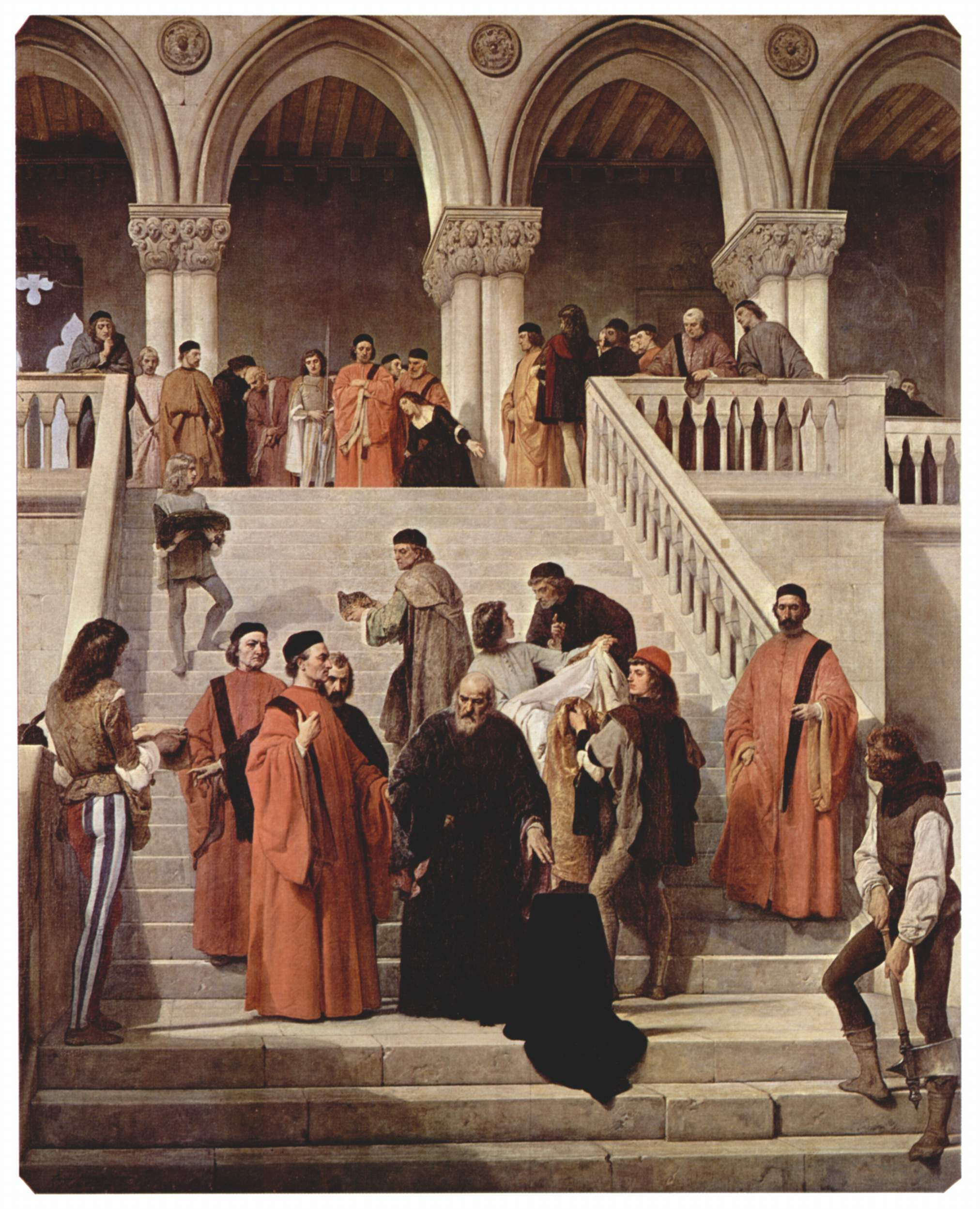
Члени Ради десяти виносять смертний вирок дожу. Картина «Смерть дожа Марино Фальєро». Франческо Айец (1867)

Рада десяти (італ. Consiglio dei Dieci; вен. Consejo de i Diexe), або просто Десятка (італ. Dieci)  — один із головних керівних органів Венеційської республіки, що функціонував з 1310 по 1797 рік. Вибори і заміна членів Ради відбувалися на щорічній основі, перебування на посаді протягом двох термінів поспіль не дозволялось.. Рада десяти мала широкі повноваження щодо розслідувань в питаннях державної безпеки Республіки та мала повноваження накладати покарання на патриціїв. Рада десяти та Повна колегія становили внутрішнє коло олігархічних патриціїв, які фактично правили Венеційською республікою.

## Склад та порядок роботи
Раду десяти вперше створив у 1310 році дож П'єтро Граденіго як тимчасовий орган для розслідування змови Бахамонте Тьєполо та Марко Керіні, проте з 1335 року Рада десяти діяла постійно, а з 1455 року Рада стала формальним конституційним органом.
Рада складалася з десяти членів, яких обирала Велика рада Венеції на один рік. Для уникнення зловживань, одночасно входити до Ради десяти міг лише один представник тої чи тої аристократичної родини, і її члени не могли бути переобрані на два терміни поспіль. Вибори відбувалися щорічно в серпні, інші — у вересні. До 1582 року в Раді також працювала додаткова Зонта спочатку з 20, а пізніше з 15 членів. Рада десяти управлялася не одноосібно, а трьома "очільниками Десятки" (італ. capi dei dieci). Вони призначалися на місяць, протягом якого їм заборонялося виходити з Палацу дожів, щоб не потрапляти під вплив чуток і пліток та уникнути будь-якої можливості для підкупу. Десятка зустрічалася щодня, засідання цього органу були вкрай секретними, і члени Ради десяти давали присягу зберігати таємницю. За словами журналіста та історика Індро Монтанеллі: «Відразу після призначення члени Десятки ставали недоступними і їх оповивав серпанок таємниці». 
Робота у Раді десяти не оплачувалася, хабарі та підкуп у Раді каралися смертною карою.

## Повноваження

Венеційська урна для доносів ("Левина паща") від анонімних заявників. Напис говорить: «Таємні звинувачення проти будь-кого, хто приховує милості чи послуги, або таємно змовився, щоб приховати справжній дохід від них»

На Раду десяти було офіційно покладено завдання забезпечувати безпеку Республіки та боротись проти змов та корупції в її урядових структурах. Десятка наглядала за дипломатією та розвідувальними службами на додаток до контролю над фінансами та командуванням армією завдяки широком повноваженням, які дозволяли їй діяти проти будь-яких загроз державній безпеці. Стежили також за духовенством. Десятка також робила численні спроби боротися з пороками в Республіці, зокрема азартними іграми.
На Раду було офіційно покладено завдання підтримувати безпеку республіки та захищати уряд від повалення чи корупції. Рада десяти швидко створила чудову мережу шпигунів і таємних агентів по всій Європі і за її межами. Також Рада десяти отримала право приймати рішення, рівносильні рішенням Великої Ради, що дозволяло Венеції оперативно реагувати на проблемы.
У 1334 році Рада десяти отримала додаткові повноваження, у його віданні перебували шпигунство, допити та в'язниці. Рада десяти також розглядала інформацію, що надходила від анонімних інформаторів, яка опускалася в спеціальні урни, звані Левиними пащами (bocche dei leoni), які розміщувались по всьому місту, що дозволяло венеційцям повідомляти про підозри щодо правопорушень, поміщаючи письмову записку в рот. Пізніші спостерігачі, такі як Марк Твен, бачили левову пащу як репресивний автократичний інструмент, який шпигував за своїми громадянами, але насправді звіти, розміщені в левиній пащі, перевірялися, і досліджувалися лише достовірні повідомлення. До кінця XVI століття Рада десяти стала очолювати шпигунів Венеції, наглядаючи за великою розвідувальною мережею Республіки. 
Рада мала вплив на поліцію, армію, фінанси, тобто ті сфери діяльності, які вимагали швидкого прийняття рішень. Невеликий розмір Ради і її здатність швидко приймати рішення призвели до того, що з часом їй було передано більш приземлені справи, і до 1457 року вона мала майже необмежену владу над усіма урядовими справами. Зокрема, він наглядав за дипломатичними та розвідувальними службами Венеції, керувала її військовими справами, вирішувала юридичні питання та правозастосування.
Рада мала повноваження накладати покарання на венеційських патриціїв, зокрема вигнання та смертну кару. За наказом Ради в 1355 році було страчено дожа Маріно Фальєро, а в 1432 році — графа Карманьола. У 1457 році Рада десяти змусила зректися посади дожа героя війни з Міланом  Франческо Фоскарі, після того, як його син був визнаний винним у таємних зносинах з турецьким султаном і Франческо Сфорца
З 1490-х по 1530-ті роки Рада десяти разом з іншими венеційськими органами влади прийняли закони про розкіш. У 1506 році Десятка прийняла закон проти банкетів, намагаючись запобігти амбітним дворянам брати участь у підкупі голосів, влаштовуючи розкішні вечері в compaginie della calza (ексклюзивні соціальні товариства). Закон конкретно забороняв жінкам, крім дружин членів, відвідувати такі обіди.
Історик Едвард Уоллес Муір молодший писав: «Рада десяти стояла дещо окремо від ієрархії інших органів, але була, як відомо, могутньою. Завдяки своїм таємним фондам, системі анонімних інформаторів, поліцейським повноваженням і широким юрисдикційним мандатом у питаннях державної безпеки, члени Ради Десяти, разом з членами Колегії, змінювали посади між собою і становили внутрішнє коло олігархічних патриціїв, які, по суті, правили республікою». Наприклад, під час війни Камбрейської ліги Рада відповідала за пошук способів оплати військових витрат держави

### Державні інквізитори
У 1539 році Рада заснувала постійний магістрат державних інквізиторів, трибунал із трьох суддів, обраних із числа своїх членів для розгляду загроз державній безпеці. Інквізитори отримали такі ж повноваження, як і вся Рада десяти, і могли судити та засуджувати звинувачених у державній зраді незалежно від самої Десятки. Для подальшої діяльності інквізитори створили велику мережу шпигунів та інформаторів як у Венеції, так і за кордоном. Інквізитори могли проводити таємні судові процеси з низьким рівнем доказів, і практика інквізиторів була дуже подібна до практики Римської інквізиції, яка була заснована трьома роками пізніше. З 1624 року Раді десяти було доручено переслідувати всі злочини, що стосувались приватного життя венеційських патриціїв.